# Ghiacciaio Fastook
Il ghiacciaio Fastook è un ghiacciaio lungo circa 40 km e largo 9, situato nella regione meridionale della Terra di Oates, in Antartide. In particolare il ghiacciaio Fastook, il cui punto più alto si trova a circa 1800 m s.l.m., si trova nella parte occidentale dei monti Cook, nell'entroterra della costa di Hillary, dove fluisce verso nord partendo dal versante settentrionale dell'altopiano Longhurst e scorrendo tra la cresta Burcher, a ovest, e le creste Finger, a est,  fino a unire il proprio flusso a quello del ghiacciaio Mulock.

## Storia
Il ghiacciaio Fastook è stato mappato da membri dello United States Geological Survey (USGS) grazie a fotografie aeree scattate dalla marina militare statunitense (USN) nel periodo 1960-62, e così battezzato dal Comitato consultivo dei nomi antartici in onore di James L. Fastook, del dipartimento di scienze informatiche dell'Università del Maine, che ha lavorato per il Programma Antartico degli Stati Uniti d'America come studioso dei flussi di ghiaccio, delle piattaforme glaciali e delle calotte polari per più di 20 anni a partire dal 1978.